# Ehemaliges Gewerbeviertel Schweinfurt
Das Ehemalige Gewerbeviertel (auch: Südliche Altstadt) ist ein Altstadtquartier in der kreisfreien Stadt Schweinfurt und Teil der Altstadt. Das Quartier mit erhaltenem bzw. wiederhergestelltem Ortsbild war einst ein Gewerbeviertel und ist als Bauensemble in der Bayerischen Denkmalliste eingetragen. Sein weithin sichtbares Wahrzeichen ist der Schrotturm. Das Ehemalige Gewerbeviertel ist eines von drei am Main gelegenen Schweinfurter Altstadtquartieren, neben dem Zürch und dem Fischerrain. 

## Lage
Der älteste Teil der Reichsstadt Schweinfurt besteht aus vier Vierteln, die in einem Straßenkreuz um den Marktplatz liegen. Das südwestliche dieser vier Quartiere ist das ehemalige Gewerbeviertel. Es wurde einst von drei Stadttoren als Eckpunkte begrenzt, dem Brückentor im Osten, dem Fischertor im Süden und dem Inneren Spitaltor im Westen. Der große Rathaus-Komplex im Norden wird nicht mehr zum ehemaligen Gewerbeviertel gezählt.
Das Viertel wird im Nordwesten von der Spitalstraße, im Nordosten von Metzgergasse und Brückenstraße, im Südosten vom Main und im Südwesten vom Fischerrain begrenzt.

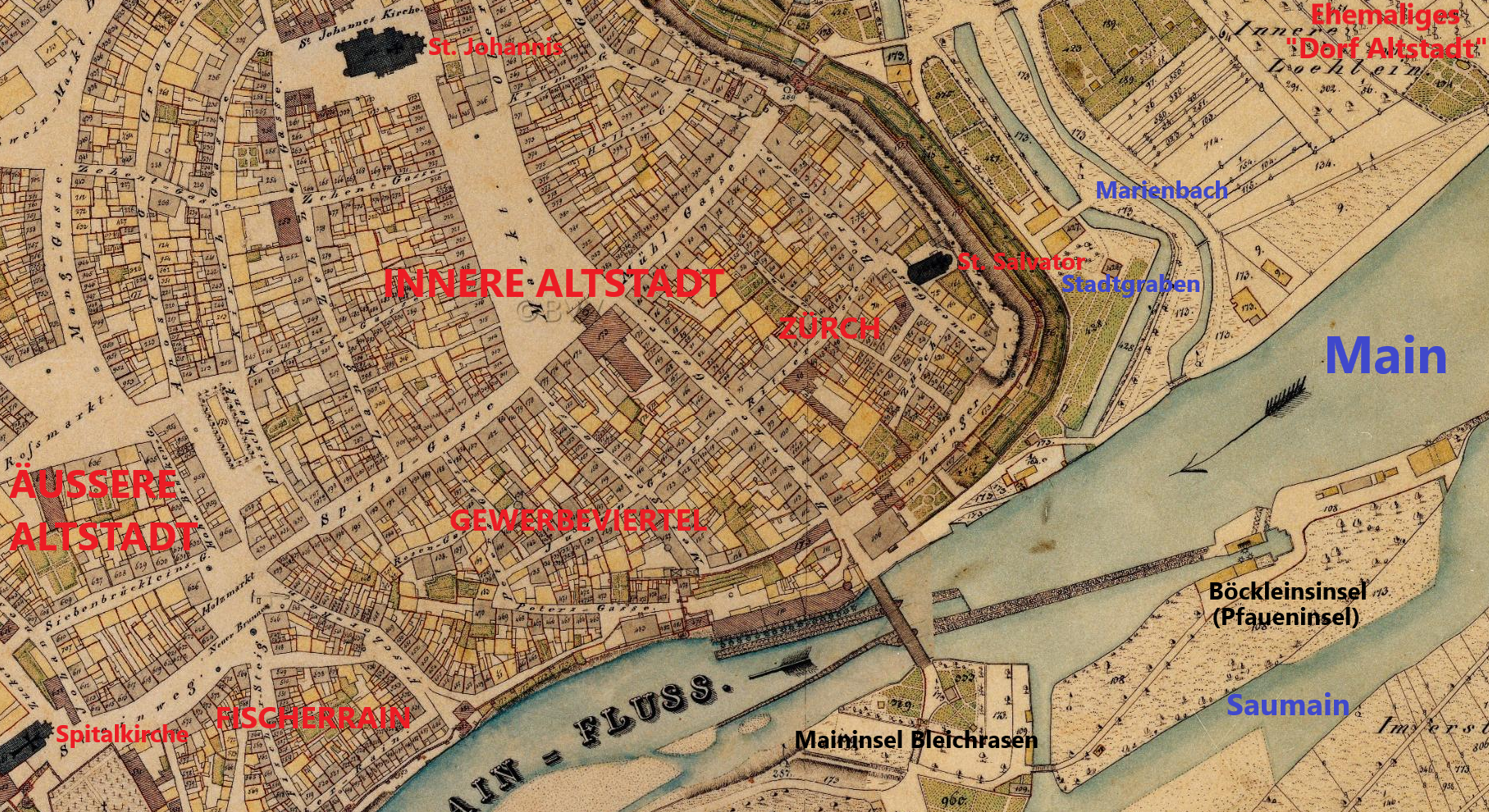
Lage des ehemaligen Gewerbeviertels in der Altstadt. Bayerische Uraufnahme 1808–1864
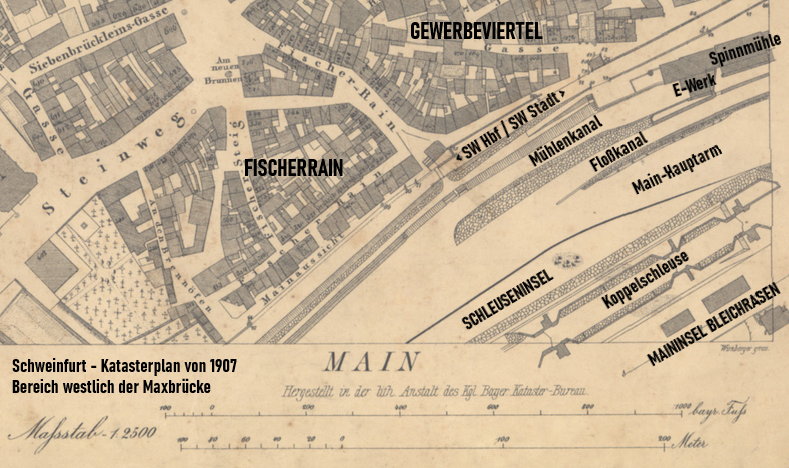
Katasterplan von 1907. Ausschnitt mit Gewerbeviertel und Main, mit seiner Gewerbe- und Verkehrsinfrastruktur

## Geschichte

### Quartier
Das Quartier liegt hinter der einstigen, verschiedenen Industriezweigen dienenden, großen Mainmühle, von der noch größere Nachfolge-Gebäude (Spinnmühle) erhalten sind.
In der Judengasse stand im späten Mittelalter die erste Synagoge der Jüdischen Gemeinde Schweinfurt, an Stelle des heutigen Friederike-Schäfer-Heims der Hospitalstiftung Schweinfurt. Der Neubau des Altenheims aus den 1950er Jahren teilt die Petersgasse in zwei Teile; der am Main gelegene Teil heißt heute Nußgasse.
Die Hofanlage Metzgergasse 16 wurde vermutlich 1594 in nachgotischen Formen errichtet und ist ein sehr gut erhaltener Hof des 16 Jahrhunderts. In ihr wohnte von 1594 bis zu seinem Tod 1599 der sehr vermögende Kaufmann Balthasar Rüffer, vormaliger Oberbürgermeister von Würzburg, der den Hof vermutlich errichten ließ.

Petersgasse Nummer 6 und 8 waren Stammgebäude der Firma Kugelfischer.

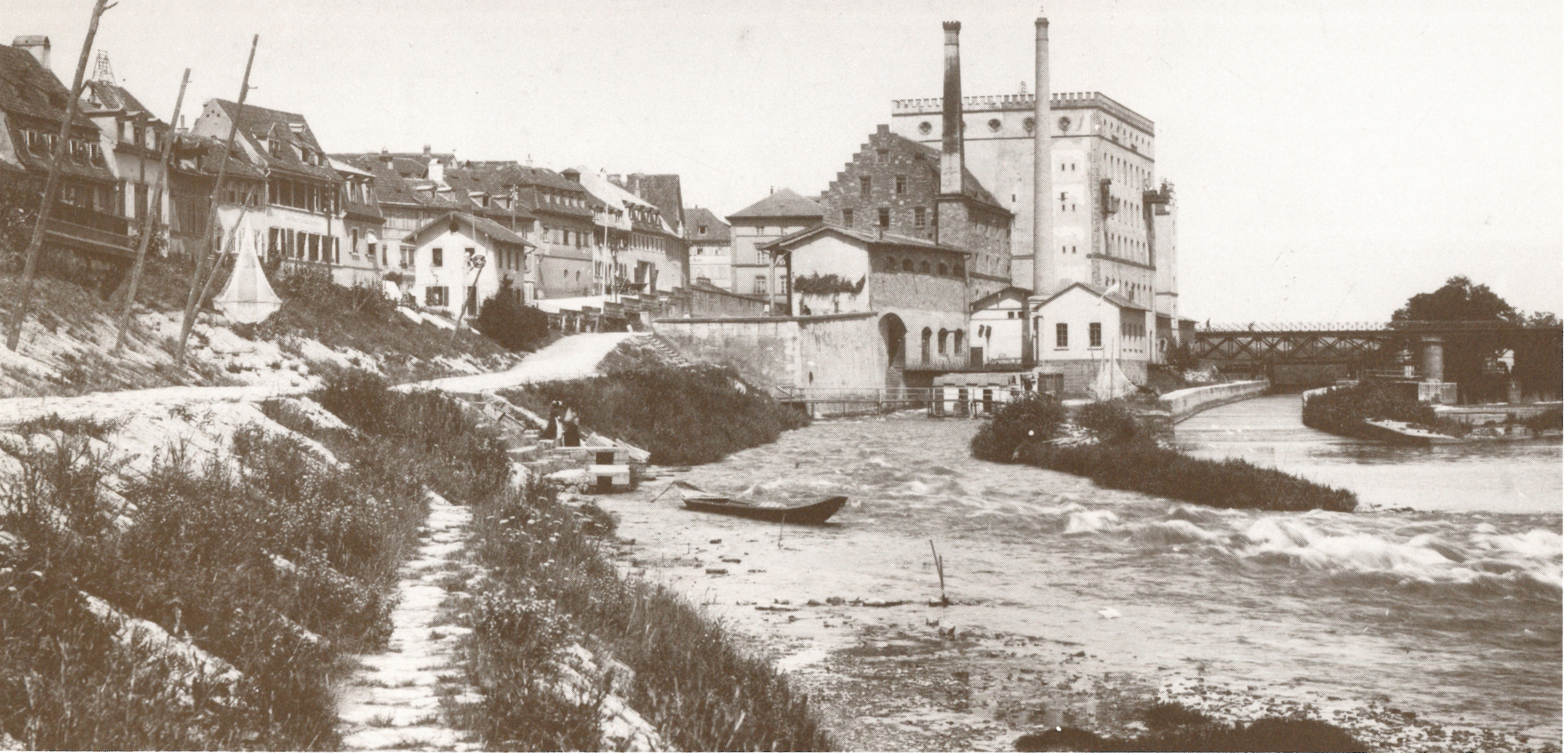
Gewerbeviertel mit Mainmühlen vor 1902
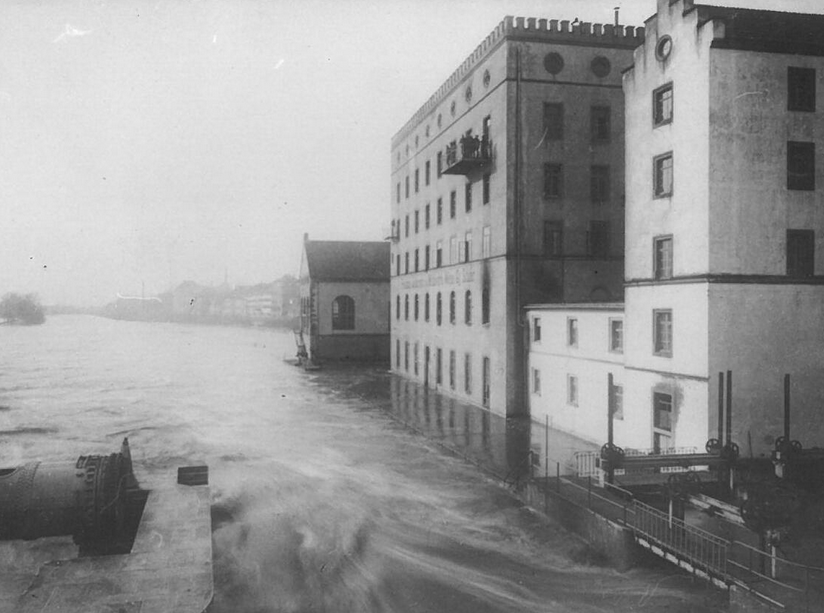
Main-Hochwasser an den Mainmühlen 1909
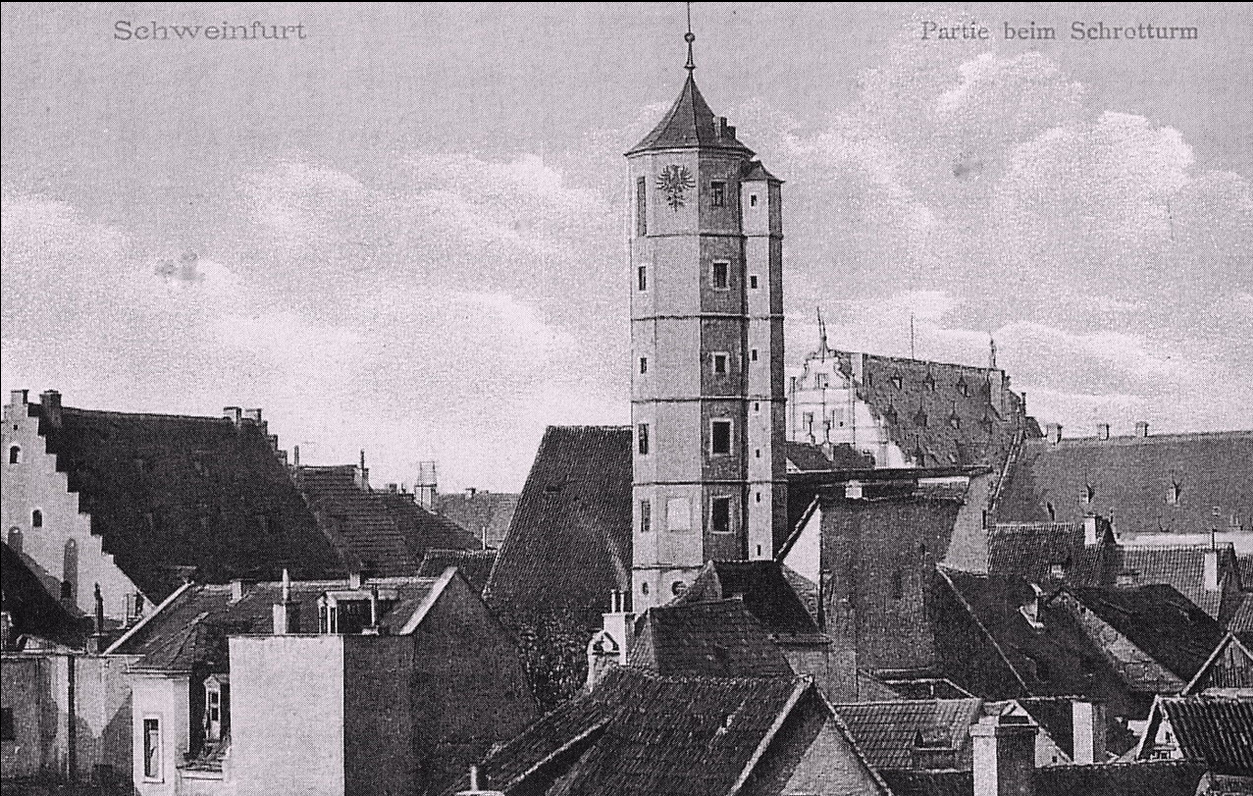
Gewerbeviertel mit Schrotturm um 1905

### Schrotturm

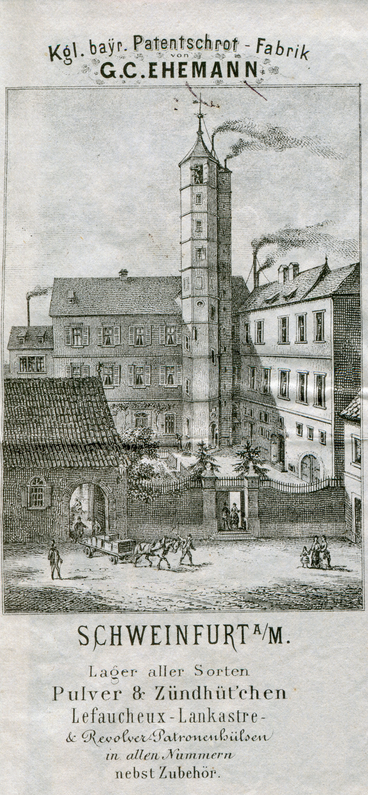
Schrotfabrik auf einer Rechnung von 1876

Der Schrotturm wurde 1611 als repräsentativer Treppenturm für ein viergeschossiges, zweiflügeliges Renaissance-Haus von Balthasar Rüffer III. errichtet. Von 1818 bis 1908 wurde das Gebäude zur Herstellung von Schrotkugeln genutzt. Die welsche Haube des Turms wurde abgebrochen, dieser um vier Stockwerke erhöht und ein Schrotfang mit einem Schmelzkessel eingebaut. Im letzten Krieg wurde der Nordflügel des Renaissance-Hauses zerstört.
1985 kaufte die Stadt den Turm und den vom Verfall bedrohten Südflügel, entfernte dort nachträgliche Dachaufbauten und sanierte den Komplex bis 1990.

### Areal um den Schrotturm
Um den Schrotturm und seinen Südflügel war sonst keine erhaltenswerte Bausubstanz mehr vorhanden. Deshalb wurde das restliche Areal komplett freigeräumt und danach wieder eng und behutsam bebaut. So erscheint das gesamte Gebiet heute als geschlossenes Altstadtquartier. Anstelle des nördlichen Flügels entstand in gleicher Größe bis 1991 ein Neubau durch einen privaten Bauherrn. Dadurch wird der Hof an der Petersgasse wieder von zwei Flügeln umgeben.

### Moderne
Die Altstadtsanierung Schweinfurts begann 1979 im ehemaligen Gewerbeviertel, als Sanierungsgebiet Altstadt 1: Südliche Altstadt. Dies war, mit Hilfe des neuen Städtebauförderungsprogramms, die Geburtsstunde des sogenannten Schweinfurter Modells, das bundesweit Nachahmer fand (siehe: Altstadt, Schweinfurter Modell).
1986 erfolgte die Umgestaltung der Gassen zum verkehrsberuhigten Bereich mit Verwendung von Pflaster, um den historischen Gassencharakter zu bewahren.
In Folge der Altstadtsanierung und des im Jahre 2000 eröffneten Museums Georg Schäfer erfuhr das Viertel eine starke Aufwertung. Neue Lokale und Restaurants siedelten sich an und das Quartier wurde zu einem Treffpunkt des städtischen Bürgertums.

## Beschreibung
Das Quartier ist ein städtebaulich geschlossener Bereich mit mittelalterlichem Gassengrundriss und zweigeschossigen, meist traufseitigen Gebäuden, mit Fassaden des 18. und 19. Jahrhunderts und ehemals gewerblich genutzten Rückgebäuden.
Das Viertel besteht heute aus sieben Gassen, bzw. Straßen:
| - Metzgergasse - Judengasse - Petersgasse - Rosengasse - Nußgasse, ehemals südlicher Teil der Petersgasse (siehe: Quartier) - Rusterberg (südlicher Abschnitt des Altstadtrings) - Fischerrain, östlicher Teil (südlicher Abschnitt des Altstadtrings) |

## Sehenswürdigkeiten

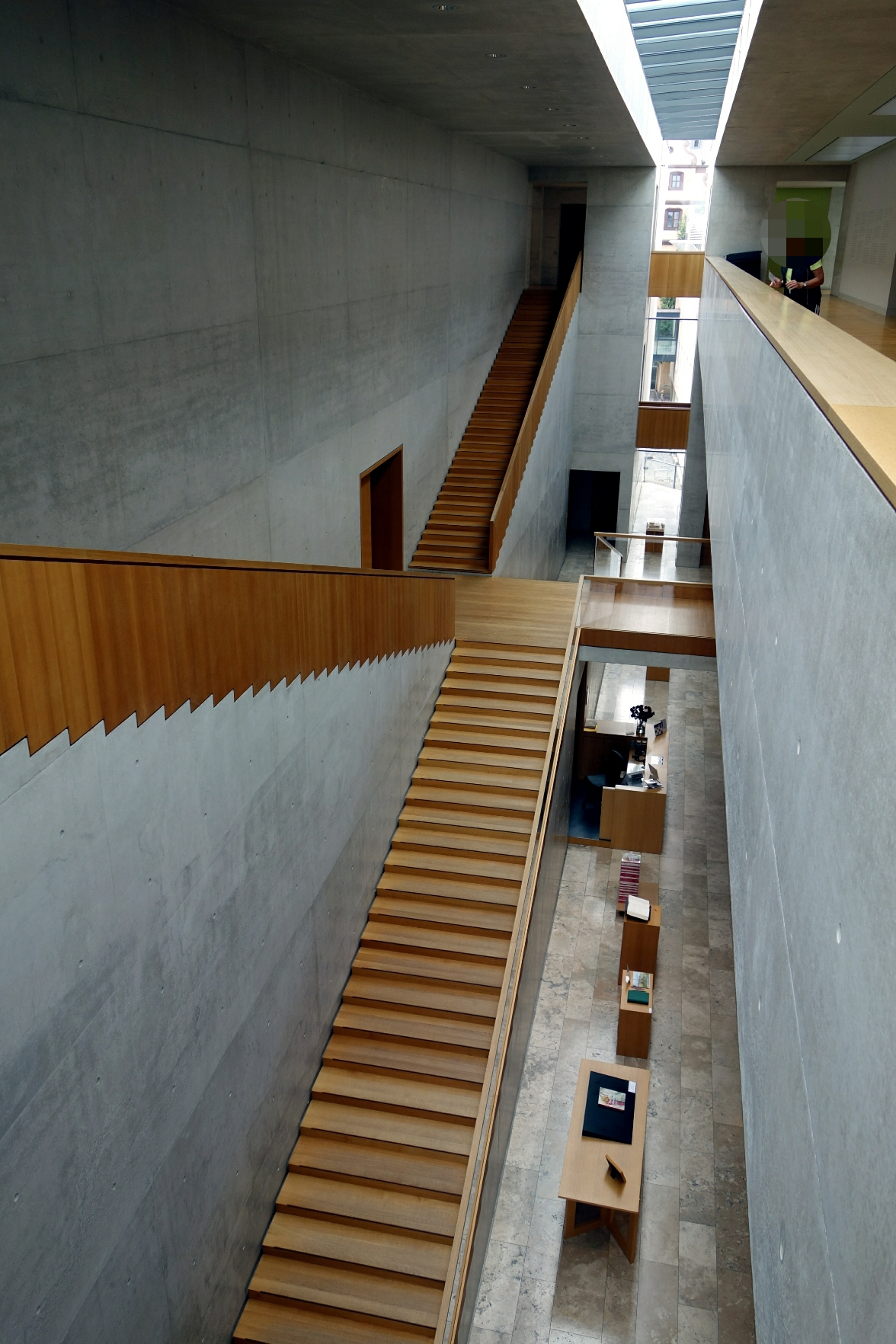
Museum Georg Schäfer. Treppenhalle

Am Schrotturm mit seinem Vorderhof an der Petersgasse befindet sich im südlichen Seitenflügel die Kleinkunstbühne Schrotturmkeller. Am nördlichen Seitenflügel mit privater Kunstgalerie und Atelier führt ein Durchgang zur Metzgergasse mit Café und Restaurants. Sehenswert sind die Hofanlage Metzgergasse 16 (siehe: Quartier) und die Judengasse.
Das Museum Georg Schäfer liegt im Osten des Quartiers mit Nordeingang und einer Loggia in der Judengasse. Es beherbergt die größte Spitzweg-Sammlung der Welt und zugleich die bedeutendste Privatsammlung mit Werken aus dem deutschsprachigen Raum des 19. Jahrhunderts. Das Museum ist von nationaler Bedeutung, vergleichbar mit der Alten Nationalgalerie in Berlin und der Neuen Pinakothek in München. 2011 wurde es von einer Jury in die Liste der 200 Höhepunkte deutscher Kultur-Reiseziele aufgenommen.

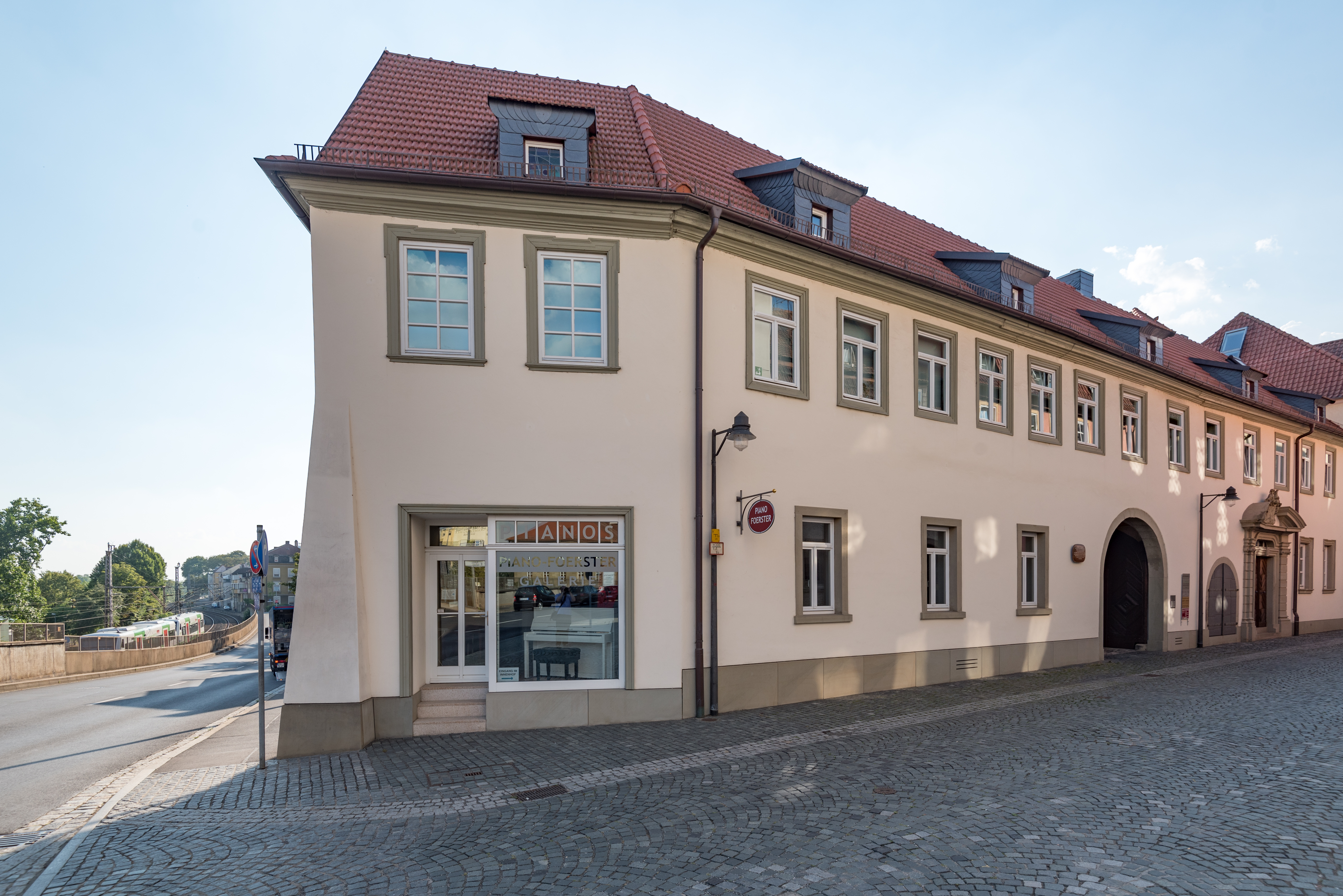
Hofanlage Metzgergasse 16 am Mainufer, an der Ecke zum Rusterberg
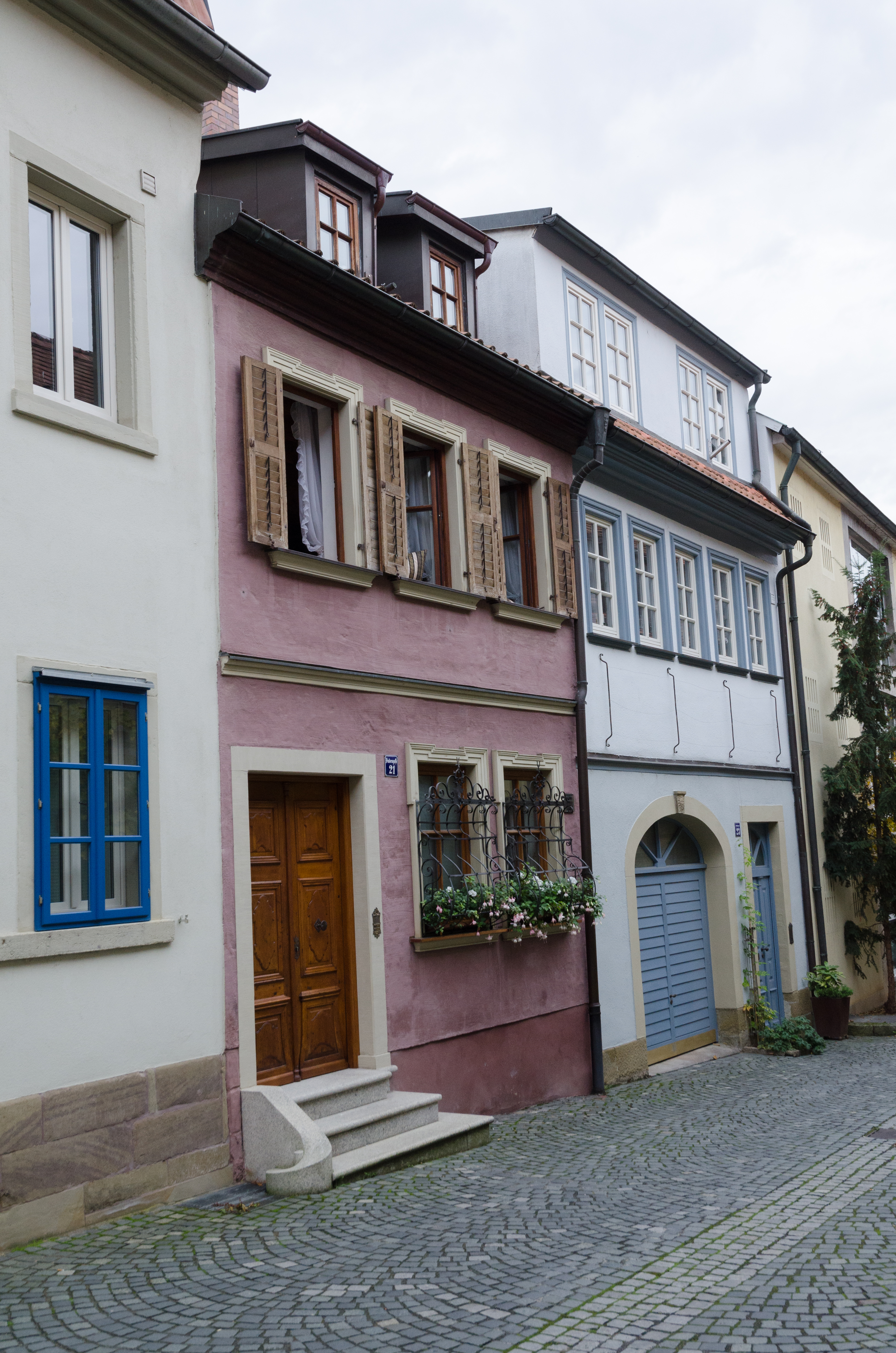
Judengasse
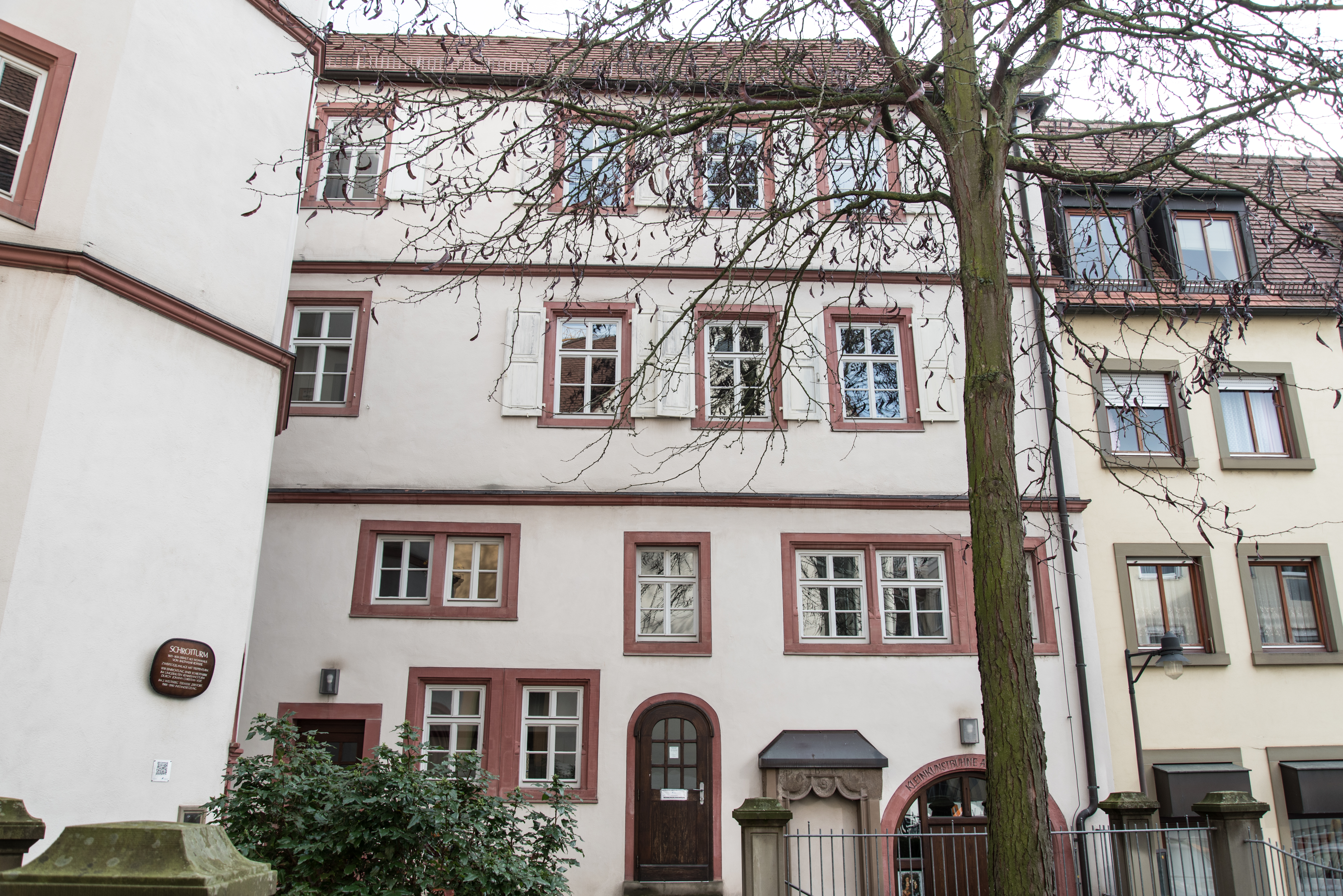
Renaissance-Bürgerhaus mit Kleinkunstbühne Schrotturmkeller
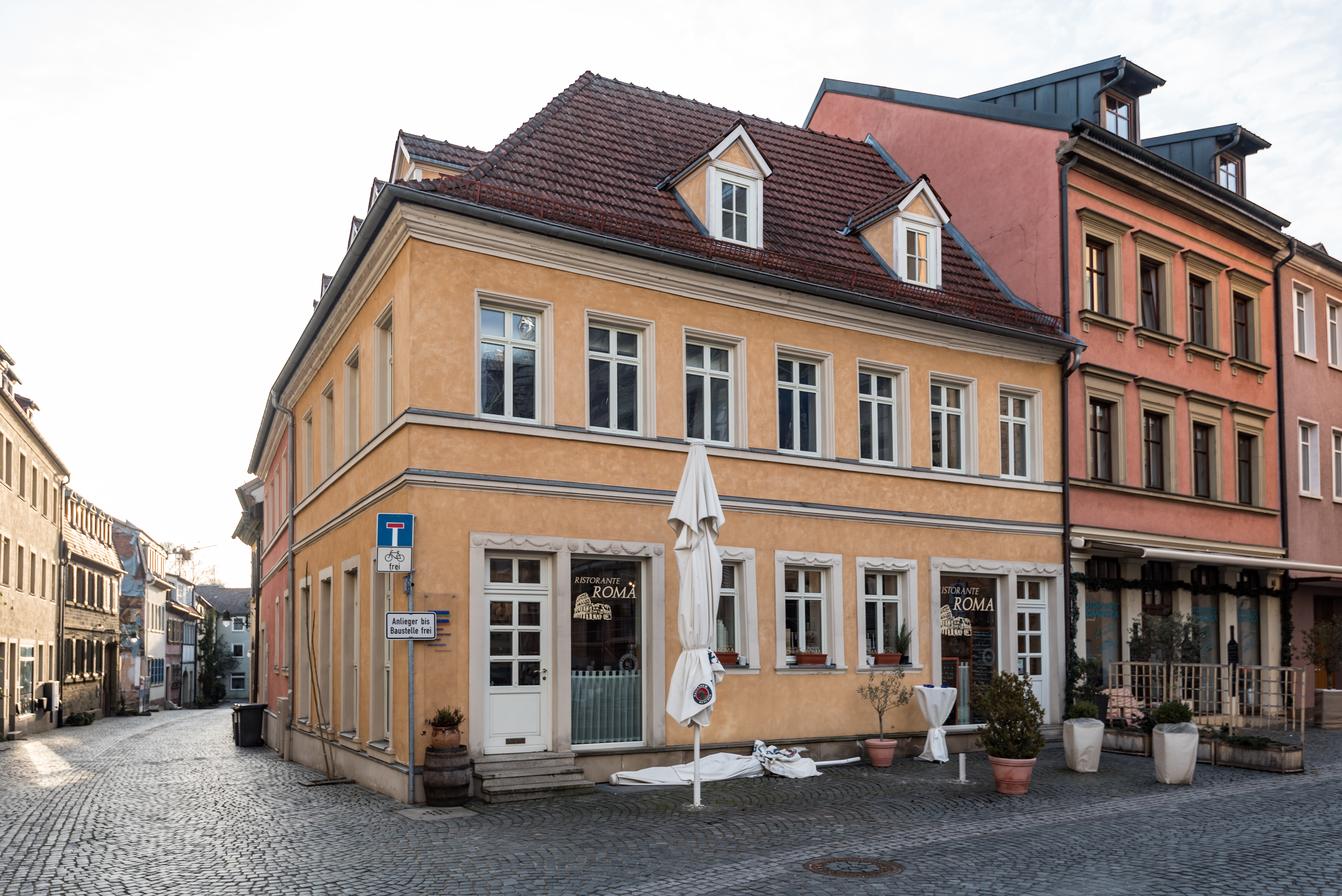
Lokale in der Metzgergasse, an der Ecke zur Judengasse

## Behörden
- Bayerisches Landessozialgericht, einzige Zweigstelle, Hauptsitz in München